# Nemacladus twisselmannii
Nemacladus twisselmannii là loài thực vật có hoa trong họ Hoa chuông. Loài này được J.T.Howell mô tả khoa học đầu tiên năm 1963.